# Maricourt (Somme)
Maricourt ist eine nordfranzösische Gemeinde mit 179 Einwohnern (Stand 1. Januar 2022) im Département Somme in der Region Hauts-de-France. Die Gemeinde gehört zum Kanton Albert und ist seit 1. Januar 2013 Teil der Communauté de communes du Pays du Coquelicot (zuvor Communauté de communes du canton de Combles).

## Geographie

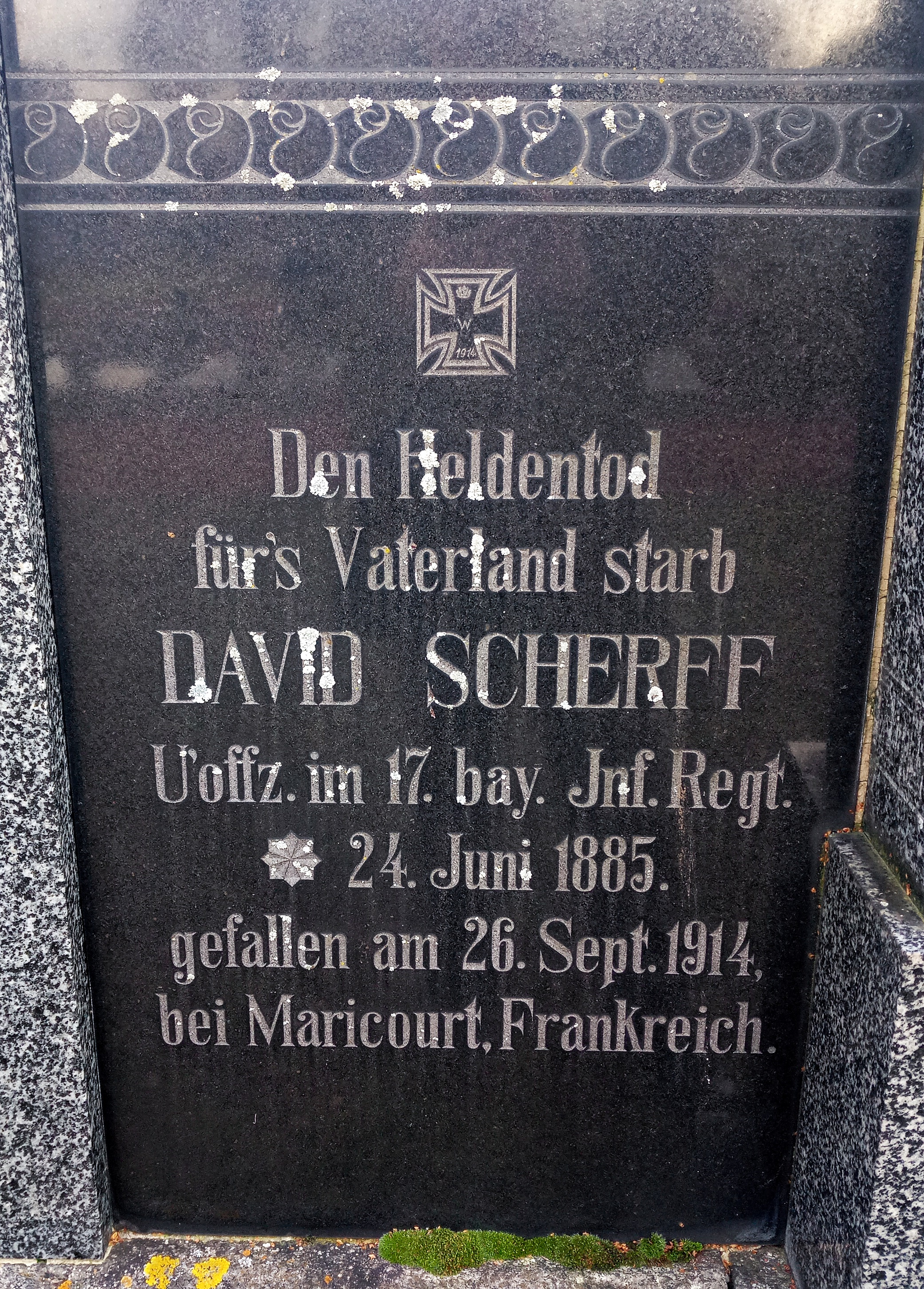
Friedhof Obersülzen, Rheinland-Pfalz; Grabstein eines bei Maricourt gefallenen Soldaten des 17. Bay. Inf. Rgts.

Die Gemeinde liegt rund 14,5 km westnordwestlich von Combles an der Départementsstraße D938 von Combles nach Albert am Circuit de Souvenir, der an die Schlacht an der Somme im Jahr 1916 erinnert. Sie erstreckt sich im Süden bis in das Tal der hier mäandrierenden Somme. 

## Geschichte
Die Gemeinde erhielt als Auszeichnung das Croix de guerre 1914–1918.

## Einwohner
| 1962 | 1968 | 1975 | 1982 | 1990 | 1999 | 2006 | 2017 |
| ---- | ---- | ---- | ---- | ---- | ---- | ---- | ---- |
| 202  | 187  | 165  | 146  | 137  | 145  | 153  | 178  |

## Sehenswürdigkeiten
- Britischer Soldatenfriedhof

## Persönlichkeiten
- Petrus Peregrinus de Maricourt, Wissenschaftler des 13. Jahrhunderts
- Augustin Cochin, Historiker, geboren 1876, gefallen am 8. Juli 1916 in Maricourt in der Schlacht an der Somme